# Trichorhina lobata
Trichorhina lobata är en kräftdjursart som beskrevs av Karl Wilhelm Verhoeff 1946. Trichorhina lobata ingår i släktet Trichorhina och familjen myrbogråsuggor. Inga underarter finns listade i Catalogue of Life.